# Andrej Martinčič
Andrej Tine Martinčič, slovenski botanik, * 22. maj 1935, Ljubljana.
Ukvarja se z ekologijo in taksonomijo rastlin. Od prve izdaje (1969) je glavni urednik priročnika Mala flora Slovenije.

## Odlikovanja in nagrade
Leta 1997 je prejel častni znak svobode Republike Slovenije z naslednjo utemeljitvijo: »ob 50 letnici Biotehniške fakultete za zasluge pri strokovnem, pedagoškem organizacijskem in znanstveno raziskovalnem delu«.